# Jean-Marc Aué
Pas d'image ? Cliquez ici

a Compétitions nationales et continentales officielles uniquement.

b Matchs officiels uniquement.
Dernière mise à jour le 21 novembre 2024.
Jean-Marc Aué (né le 10 mai 1973 à Carmaux) est un joueur français de rugby à XV, fils et petit-fils de rugbymen.

## Biographie

### Carrière de joueur
Son grand-père, Louis Aué, troisième ligne, marque l'intégralité des points de l'US Carmaux, lors de la finale du championnat de France 1951. Son père, Jean-Pierre Aué, champion de France de 2e division 1972, fut international B.
Jean-Marc Aué commence la pratique du rugby à XV avec le club de l'US Carmaux où il devient champion de France Balandrade.
Il a ensuite porté les couleurs du SU Agen de 1992 à 1994. Avec le club agenais qui le reconvertit au poste d'ailier, il dispute notamment les demi-finales du championnat de France 1993 et les quarts de finale du championnat 1994.
Jean Marc Aué signe ensuite au Castres olympique lors de la saison 1994-1995 où il retrouve son poste de centre et sera l'une des révélations des phases finales. Il réussit d'abord un tir au but décisif en quart de finale contre l'USA Perpignan. Au tour suivant, il participe à la victoire contre le RC Toulon. Le Castres olympique qui a remporté un Bouclier de Brennus controversé deux ans plus tôt affronte le Stade toulousain, champion sortant. Le CO mène 16 à 6 à la mi-temps grâce un drop de Francis Rui, un essai du capitaine Frédéric Séguier, une transformation et deux pénalités de Cyril Savy. Un essai de Stéphane Ougier et 26 points de Christophe Deylaud permettent au Stade toulousain de gagner cette finale (31-16).
Le 15 octobre 1997, il est invité avec les Barbarians français pour jouer contre le Lansdowne RFC à Dublin. Les Baa-Baas s'imposent 31 à 24.
Il obtient sa première et unique cape internationale avec l'équipe de France le 5 avril 1998 contre le pays de Galles, lors du Tournoi des Cinq Nations 1998 où la France remporte le Grand Chelem.
En 2000, il signe à l'AS Béziers qui vient de remonter dans l'élite. Il y restera 6 saisons.
Il termine sa carrière professionnelle lors de la saison 2006-2007 à Gaillac où il effectue une saison en Pro D2. Le club fait bonne figure en deuxième division et termine la saison à la dixième place. Mais c'est financièrement que l'UAG connait de grosses difficultés.
Jean-Marc Aué arrête alors sa carrière professionnelle.

### Carrière d'entraîneur
Deux ans après sa fin de carrière, Jean-Marc Aué souhaite continuer dans le rugby et embrasse ainsi donc une carrière d'entraîneur. Il occupera son premier poste en tant qu'entraîneur des arrières du Blagnac Sporting Club rugby entre 2009 et 2012, d'abord en tant qu'entraîneur des arrières puis entraîneur principal.
Après avoir marqué une pause de quelques années, Jean-Marc Aué fait son retour en tant qu'entraîneur à la tête du SC Graulhet de 2017 à 2019.
Désireux de tutoyer le haut niveau, il va quitter son club pour rejoindre le Castres olympique et s'occuper des espoirs du club durant deux saisons.
En 2021, Jean-Marc Aué quitte le Tarn pour rejoindre le staff de Christian Labit alors manager de l'US Carcassonne en Pro D2. Il entraîne les arrières du club durant deux saisons avant de reprendre les rênes suite de la relégation du club en Nationale et au départ de Christian Labit. Malgré une première saison encourageante en Nationale avec une demi-finale à la clé, il est remercié par le club en novembre 2024.

## Palmarès

### En club
Avec l'US Carmaux
- Championnat de France junior Balandrade :
  - Champion (1) : 1991

Avec le SU Agen
- Challenge Jean-Bouin :
  - Vainqueur (1) : 1993

Avec le Castres olympique
- Championnat de France de première division :
  - Vice-champion (1) : 1995
- Challenge européen :
  - Finaliste (2) : 1997[7] et 2000

### En équipe nationale
- Grand Chelem en 1998

## Statistiques en équipe nationale
- Sélections en équipe nationale : 1
- Tournoi des Cinq Nations disputé : 1998
- Barbarians français : 1 sélection en 1997

| Édition           | Rang | Résultats France | Résultats Aué | Matchs Aué |
| ----------------- | ---- | ---------------- | ------------- | ---------- |
| Cinq Nations 1998 | 1    | 4 v, 0 n, 0 d    | 1 v, 0 n, 0 d | 1/4        |

Légende : v = victoire ; n = match nul ; d = défaite ; la ligne est en gras quand il y a Grand Chelem.